# ロバート・オーマン
ロバート・ジョン・オーマン（ヘブライ語名：ישראל אומן、英語名：Robert John Aumann、本名：Israel Aumann、1930年6月8日 - ）は、全米科学アカデミーに所属する数学者・経済学者であり、イスラエルのエルサレムにあるヘブライ大学の合理性研究所で勤務している。アメリカ合衆国とイスラエルの二重国籍を持っている。
ゲーム理論の分析を冷戦下の安全保障に応用し、対立と協力の理解を深めた功績が称えられ、トーマス・シェリング（アメリカの経済学者）とともにノーベル経済学賞を受賞した。

## 来歴
- 1930年　ドイツ・フランクフルト・アム・マインでユダヤ系ドイツ人の子として誕生した。
- 1938年　水晶の夜の2週間前に家族と共にアメリカに流れ着く。
- 1950年　ニューヨーク市立大学シティカレッジ卒業。
- 1952年　マサチューセッツ工科大学大学院数学修士号取得。
- 1955年　数学博士号取得。
- 1956年　イスラエルのエルサレム・ヘブライ大学数学学部の教員となる。
- 1989年　ストーニーブルック大学の客員教授となる。

## 業績
- オーマンはゲーム理論においてベイジアンゲームの相関均衡を定義したことで知られている。相関均衡は従来のナッシュ均衡よりも柔軟性に富んでおり、相関均衡が定義されたことにより非協力ゲームに対する分析を幅は大きく向上した。

## 受賞歴
- 1983年 ハーヴェイ賞
- 1994年 イスラエル賞
- 1998年 アーウィン・プレイン・ネンマーズ経済学賞
- 2005年 ノーベル経済学賞
- 2005年 ジョン・フォン・ノイマン理論賞

### ノーベル経済学受賞について
2005年のノーベル経済学賞を発表した選考委員会は、ゲーム理論の冷戦への応用を評価したが、アラブ・イスラエル紛争については言及しなかった（オーマンは、この紛争にゲーム理論を応用したことで有名であった）。糺弾者は、ここでゲーム理論は、イスラエルが中東紛争で勝つために応用された、と主張する。
オーマンを弾劾する団体は1000人近い署名を集め、スウェーデン王立科学アカデミーにオーマンとトーマス・シェリングへの授賞を取り消すよう嘆願書を提出した。
一方でオーマンのノーベル賞受賞は、イスラエルで大きな誇りとして歓迎された。オーマンの同僚で数学者のタマラ・レフコート・ルビー（Tamara Lefcourt Ruby）は、イスラエルの数学教育の基準・評価を高めるよい機会だと喜び「子どもたちを励まし教育するためのチャンスである」と述べた。

## 著作

### 単著
- Lectures on Game Theory, (Westview Press, 1989).

丸山徹・立石寛訳『ゲーム論の基礎』（勁草書房, 1991年）
- Collected Papers, 2 vols., (MIT Press, 2000).

### 共著
- Values of Non-Atomic Games, with L. S. Shapley, (Princeton University Press, 1974).
- Repeated Games with Incomplete Information, with Michael B. Maschler andRichard E. Stearns, (MIT Press, 1995).

### 共編著
- Handbook of Game Theory with Economic Applications, 3 vols., co-edited with Sergiu Hart, (Elsevier, 1992).

### 主な論文
- A Definition of Subjective Probability, Annals of Mathematical Statistics (with F. J. Anscombe), 1963.
- Markets with a continuum of traders, Econometrica, 1964.
- Agreeing to Disagree, Annals of Statistics, 1976.
- Game theoretic analysis of a bankruptcy problem from the Talmud, Journal of Economic Theory, 1985.
- Epistemic Conditions for Nash Equilibrium," Econometrica, 1995